# Kościół św. Jakuba Apostoła w Tucholi
Kościół Świętego Jakuba Apostoła w Tucholi – rzymskokatolicki kościół parafialny w Tucholi, w województwie kujawsko-pomorskim. Należy do dekanatu Tuchola. Mieści się przy ulicy Chojnickiej.

## Historia
Został wybudowany w latach 1837-1838 jako świątynia ewangelicka. Oddany do użytku 1 stycznia 1838. Wieża została dobudowana w 1895. W latach 1945–1994 pełnił rolę magazynu, w związku z czym został gruntownie przebudowany. Od 1994 przejęta przez katolików budowla ponownie jest używana do celów religijnych. 1 lipca 1994 została utworzona nowa parafia św. Jakuba Apostoła, po czym odbudowano wieżę i wyremontowano wnętrze świątyni, przywracając jej funkcje sakralne. 6 czerwca 1999 papież Jan Paweł II przebywający z wizytą w Pelplinie poświęcił dzwony do kościoła. W czerwcu 2002 na dzwonnicy został zamontowany mechanizm zegarowy z trzema tarczami, wybijający kwadranse i godziny.